# Figura Theaterfestival
Das Figura Theaterfestival Baden ist eine internationale Biennale für Bilder-, Objekt- und Figurentheater, welche in Baden und Wettingen stattfindet. Das Figura Theaterfestival wurde erstmals 1994 durchgeführt. Veranstalter ist der Verein FiguraTheaterfestival. An sechs Tagen im Juni zeigt das Festival zeitgenössisches Figurentheater aus der Schweiz und anderen Ländern in den Theatern und auf den Straßen von Baden. Die Festivalleitung bilden Eveline Gfeller (Künstlerische Leitung) und Irène Howald (Produktionsleitung).
Das Figura richtet sich vorwiegend an Erwachsene, aber auch Schulklassen und Familien.
Im Rahmen des Festivals wird vom Regierungsrat des Kantons Aargau der Grünschnabel-Preis verliehen: ein mit CHF 10‘000.- dotierter Förderpreis für junge Theaterschaffende aus dem Bereich Figuren- und Objekttheater.